# Catenaria auxiliaris
Catenaria auxiliaris är en svampart som först beskrevs av Kuehn, och fick sitt nu gällande namn av Tribe 1977. Catenaria auxiliaris ingår i släktet Catenaria och familjen Catenariaceae.   Inga underarter finns listade i Catalogue of Life.